# DeShone Kizer
DeShone Allen Kizer (Toledo, 3 gennaio 1996) è un giocatore di football americano statunitense che milita nel ruolo di quarterback nella National Football League  (NFL).

## Carriera universitaria
Kizer al college giocò a football con i Notre Dame Fighting Irish dal 2014 al 2016. Passò la prima stagione come redshirt, poteva cioè allenarsi con la squadra ma non scendere in campo. Divenne titolare a partire dalla seconda gara della stagione 2015, rimanendolo anche nell'annata successiva.

## Carriera professionistica

### Cleveland Browns
Kizer fu scelto nel corso del secondo giro (52º assoluto) nel Draft NFL 2017 dai Cleveland Browns. Il 27 agosto fu annunciato che sarebbe stato schierato come quarterback titolare nella stagione regolare, superando la concorrenza del veterano Brock Osweiler e di Cody Kessler. Kizer debuttò contro i Pittsburgh Steelers nel primo turno passando 222 yard, un touchdown e subendo un intercetto nella sconfitta per 21-18 contro i più quotati avversari. La settimana successiva fu costretto ad uscire nel primo tempo a causa di un'emicrania, saltando la parte centrale della partita. Tornò in campo nel finale ma subì tre intercetti tentando di portare Cleveland a rimontare contro i Baltimore Ravens. Nel quinto turno, Kizer fu sostituito nel corso della gara contro i New York Jets per scelta tecnica, lasciando il posto di quarterback a Kevin Hogan per il resto della gara. La settimana successiva, fu quest'ultimo ad essere nominato titolare ma dopo tre intercetti subiti nella sconfitta contro gli Houston Texans, il ruolo fu nuovamente affidato a Kizer. La sua partita contro i Tennessee Titans però ebbe vita breve, poiché dopo il secondo intercetto subito su sostituito da Cody Kessler. Da quel momento rimase titolare per il resto della stagione ma i Browns diventarono la seconda squadra della storia a terminare una stagione con zero vittorie e 16 sconfitte dopo i Detroit Lions del 2008. Kizer concluse la sua stagione da rookie con il peggiore risultato della NFL in termini di intercetti subiti, 22, con 2.894 yard passate, 11 touchdown passati e altri 5 segnati su corsa.

### Green Bay Packers
Il 9 marzo 2018, i Browns scambiarono Kizer con i Green Bay Packers per Damarious Randall e lo scambio delle scelte del quarto e del quinto giro del Draft NFL 2018.

### Oakland/Las Vegas Raiders
Nel 2019 Kizer firmò con gli Oakland Raiders.